# 天寧機場
天寧國際機場（英語：Tinian International Airport）是一座位於美屬北馬里亞納群島天寧島的對外航空交通機場。雖名為國際機場，但鮮少有國際航班。大多數航班皆為馬里亞納群島之間的島際航班。臺灣復興航空曾於2014年底向美國交通部提出申請，飛航來往臺北臺灣桃園國際機場的航班。

## 航空公司與目的地
- 塞班國際機場